# Eugènia de Roma
Eugènia de Roma († 258) va ser una dels primers màrtirs cristians romans. La festa se celebra el 25 de desembre a l'Església Catòlica Romana, el 24 de desembre (6 de gener, nou estil) a l'Església Ortodoxa, i el 23 de gener a l'Església Apostòlica Armènia. Està inclosa a la Llegenda àuria.

## Llegenda
La seva llegenda afirma que va ser convertida i martiritzada amb Pròtus i Jacint, els seus camarlencs, durant la persecució de Valerià. Es deia que era la filla de Felip, «duc» d'Alexandria i governador d'Egipte. Hauria fugit de la casa del seu pare vestida amb roba d'home i va ser batejada per Helen, bisbe d'Heliòpolis. Més tard es va convertir en abat, quan encara fingia ser un home. Com diu la història, mentre era abat i encara vestia com un home, va guarir una dona d'una malaltia, i quan la dona va fer avanços sexuals, que va rebutjar, la dona la va acusar públicament d'adulteri. Va ser portada al tribunal on, encara disfressada, es va enfrontar al seu pare com a jutge. Al judici, es va revelar la seva identitat femenina real i la van exonerar. El seu pare es va convertir a la fe i es va convertir en bisbe d'Alexandria, però l'emperador el va executar per això. Eugènia i la resta de la seva família es van traslladar a Roma on va convertir molts, especialment donzelles, però això no va impedir el seu martiri. Protus i Jacint van ser decapitats l'11 de setembre de 258, i Eugènia va seguir el seu exemple després que Crist se li aparegués en un somni i li va dir que moriria a la Festa de la Nativitat. Va ser decapitada el 25 de desembre de 258.

### Llegat

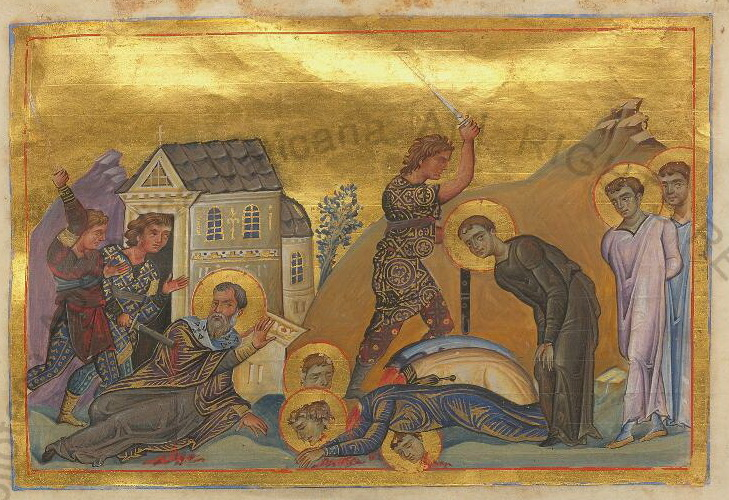
Martiri d'Eugènia de Roma, representat com a monjo

Hi ha un poblet al nord de Portugal anomenat Santa Eugènia que conté una església amb una pintura de Santa Eugènia vestida de noi en vestits d'època romana. Una llegenda local afirma que Santa Eugènia passà per aquesta zona en una carretera romana propera i per Moure, que es troba en una gran intersecció d'antigues carreteres romanes. També hi ha una tomba que data de l'any 1000 a la ciutat de Barcelos, al cim d'un turó, on hi diu «tomba de Santa Eugènia». És possible que aquesta tomba sigui la tomba de Santa Eugènia. Durant l'edat mitjana, els sants van ser traslladats de Roma a les parts exteriors d'Europa per monjos que intentaven recaptar diners venent relíquies. Patrick J. Geary afirma que «el 5 d'abril de 838, un monjo anomenat Fèlix va aparèixer a Fulda amb les restes dels sants Corneli, Calixt, Agapit, Jordi, Vincenç, Màxim, Cecília, Eugènia, Digna, Emerita i Columbana».
Ha estat reconeguda per l'actual comunitat LGBT com a exemple de sant transsexual per com és caracteritzada en obres com l'Eugenia de Lorae Parry de 1996, que tracta sobre un immigrant italià a Nova Zelanda al segle xx, dona de naixement, que viu com un home.